# Patrick Renna
Patrick Renna est un acteur américain né le 3 mars 1979 à Boston, Massachusetts (États-Unis). Il est membre de la scientologie.

## Filmographie
- 1993 : Le Gang des champions (The Sandlot) : Hamilton 'Ham' Porter
- 1993 : L'Apprenti fermier (Son in Law) de Steve Rash : Zack
- 1994 : Sans dessus dessous (Summertime Switch) (TV) : Modem
- 1994 : Beanstalk : Danny
- 1995 : The Big Green : Larry Musgrove
- 1995 : Blue River (TV) : Zoltan
- 1996 : La Légende de Johnny Misto (Johnny Mysto: Boy Wizard) : Glenn
- 1996 : Les Enfants du diable (Sometimes They Come Back... Again) : Young Alan
- 1997 : Address Unknown : Bernie Libassi
- 1998 : X-Files : Aux frontières du réel (série TV, saison 5 épisode Le shérif a les dents longues) : Ronnie Strickland
- 1998 : Falling Sky : Mark
- 1999 : Everyday
- 1999 : The Contract : Jerry the clerk
- 1999 : P.U.N.K.S. : Lanny Nygren
- 1999 : Dill Scallion : Patrick
- 1999 : Speedway Junky (en) de Nickolas Perry (en) : Bud
- 1999 : The Secret Life of Girls : Patrick
- 1999 : Born Bad : Evan
- 2000 : Ricky 6 : Ollie
- 2000 : Very Mean Men (en) de Tony Vitale (en) : Donny Mulroney
- 2000 : Poor White Trash : Ricky Kenworthy
- 2001 : La Cour de récré: Vive les vacances (Recess: School's Out) : Jordan (voix)
- 2001 : Boys Klub : Country
- 2001 : Les Chroniques du mystère ("The Chronicle") (série TV)
- 2002 : Mothers and Daughters : Bad Boy
- 2003 : Drôle de campus (National Lampoon Presents Dorm Daze) : Styles McFee
- 2004 : Game Box 1.0 : Kaplan
- 2004 : Golf Cart Driving School : Gene
- 2005 : The Closer : L.A. enquêtes prioritaires (Série TV) : Jeffrey (Saison 1 épisode 6)
- 2005 : Dark Ride (vidéo) : Bill